# Lajtabánság

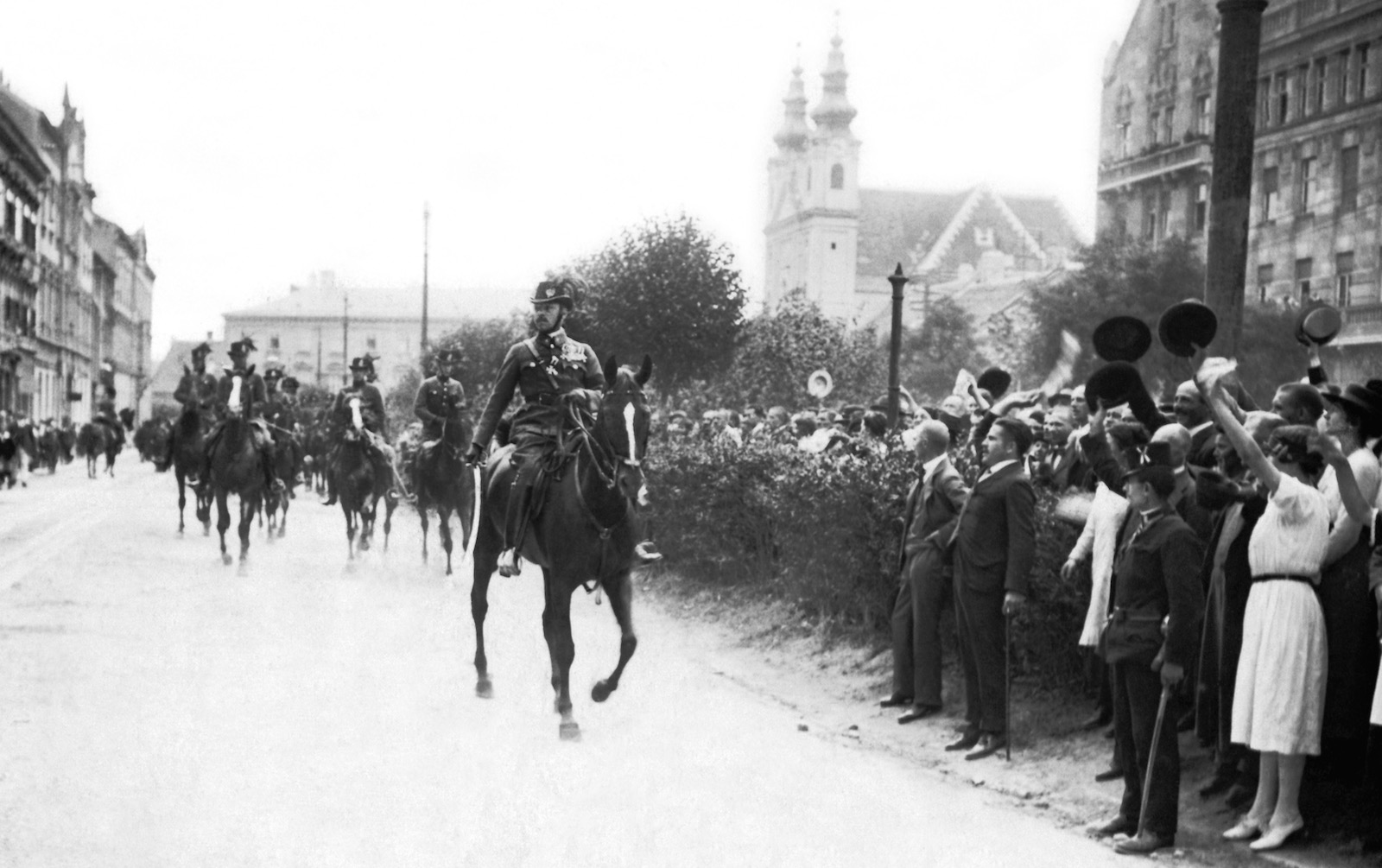
En 1921, el alcalde Gyula Ostenburg-Moravek lidera un destacamento de gendarmes montados a través de Sopron en apoyo de los húngaros occidentales que protestan contra el Tratado de Trianon que entregaría Hungría occidental a Austria.

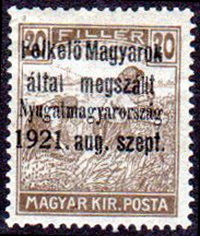
Un sello provisional de 20 forintos, emitido el 12 de octubre de 1921.

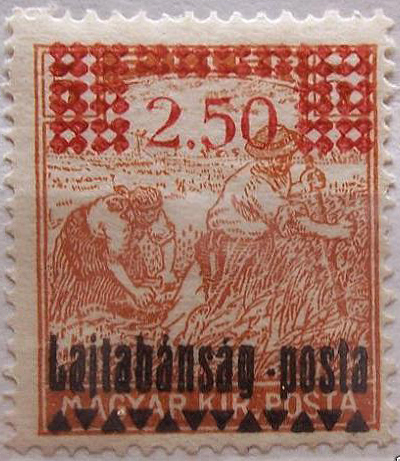
Un sello provisional de 2,5 forintos

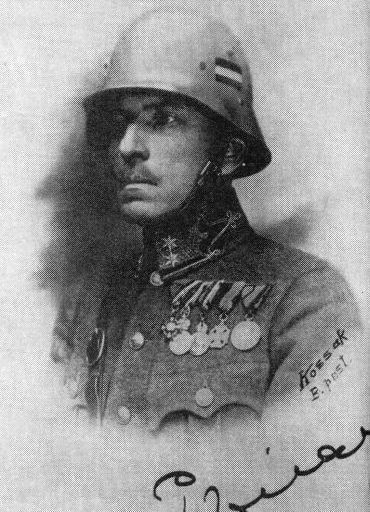
Pál Prónay, líder de Rongyos Gárda

Lajtabánság (en alemán: Leitha-Banschaft), o Banato de Leita, fue un estado húngaro occidental de corta duración en la región donde ahora esta el estado austríaco de Burgenland. Existió entre el 4 de octubre y el 10 de noviembre de 1921, tras el Tratado de Trianón y la salida del ejército restante del Reino de Hungría y después de que se celebrara en la zona el plebiscito de Sopron según el Protocolo de Venecia.
Los líderes prominentes del estado incluían a Pál Prónay, el conde Gyula Ostenburg-Moravek y el ex primer ministro húngaro István Friedrich. Su fuerza armada era conocida como la Rongyos Gárda ("Guardias Desaliñados" o "Guardias Harapientos"), reclutados entre ex soldados del ejército, campesinos y estudiantes comprometidos con la retención de la región en lugar de cederla a Austria.

## Etimología
Lajta (o Leitha en alemán) se refiere al río Leita, del que estaba al este la región de Lajtabánság. Leitha se originó en el alto alemán antiguo lîtt, que posiblemente se deriva de la palabra panónica para barro. Bánság se refiere a las tierras en poder de un Ban (administrador regional), una palabra que los eslavos generalmente tomaron prestada de las lenguas turcas y se usa en Hungría y Croacia. 

## Geografía y Gente
Burgenland se caracteriza por su topografía llana, que incluye algunos pantanos, así como extensos asentamientos urbanos separados por vastas extensiones de tierra. Históricamente, la población local era predominantemente de origen alemán, y los residentes alemanes locales se identificaban comúnmente como húngaros, conocidos en alemán como "Hungarus". En el año 1920, la composición étnica de Burgenland era mayoritariamente austriaco-alemán (75%), seguido por una minoría croata (15%) y húngara (8%), siendo estas últimas mayormente concentradas en los enclaves étnicos de Oberpullendorf y Oberwart. Según datos de un censo realizado en 1918, Burgenland también contaba con una pequeña población judía, representando aproximadamente el 1,2% del total.
De acuerdo con la perspectiva austriaca, Burgenland se consideraba histórica, étnica y religiosamente parte del territorio austríaco-alemán. La región tenía una predominancia de población católica, y la influencia de los monjes alemanes desempeñó un papel significativo en la formación de la cultura y la identidad de los habitantes de Burgenland. En 1920, el geólogo Hans Mohr, de la escuela técnica de Graz, defendió la misma postura argumentando que:

Según el idioma, las costumbres, el origen y la fe, los habitantes de Burgenland nos pertenecen. Son colonos originarios de áreas centrales alemanas que, constituidos como una especie de avanzada audaz, dejaron atrás las montañas inhóspitas del oeste y migraron a las fértiles llanuras de [Burgenland]. Dado que no han vivido con nosotros en una unidad política unificada desde entonces, la ubicación y el desarrollo de su verdadero país solo pueden descubrirse a través de investigaciones geográficas.

Benno Immendörfer, un profesor austriaco de origen húngaro, abogó por la incorporación de Burgenland a Austria con el fin de garantizar el suministro de alimentos del país, argumentando que:

La anexión de la Hungría Occidental de habla alemana a la Austria alemana es una cuestión de vida o muerte para la Austria alemana, ya que esta es la única manera de garantizar que Viena, Baja Austria y Estiria Oriental reciban de manera confiable alimentos y diversos productos agrícolas.

No obstante, desde la perspectiva húngara, no existían precedentes de una toma e integración de Burgenland por parte de Austria. Se argumentaba que lugares como Kismarton/Eisenstadt y Fraknó/Forchenstein en Burgenland habían sido dominios reales húngaros durante siglos. La germanización de Burgenland era solo parcial, principalmente debido a la influencia austriaca, y los antepasados originales de sus habitantes eran húngaros, enviados para proteger las zonas fronterizas húngaras. Hasta la firma del Tratado de Trianon, Burgenland había sido considerado parte de Hungría.

## Historia

### Después de la República Soviética de Hungría
Después del colapso de la República Soviética de Hungría, Pál Prónay organizó una pequeña fuerza militar compuesta por oficiales y soldados dados de baja. Estos soldados llevaron a cabo actos de tortura y ejecución contra figuras y simpatizantes de izquierda tanto en Budapest, la capital húngara, como en el campo de Hungría central, en un período conocido como el Terror Blanco, en respuesta a las acciones de los Niños Lenin liderados por Tibor Szamuely, que representaban el período conocido como el Terror Rojo. Este grupo de soldados se considera como un precursor de la Rongyos Gárda.
Pronto, el ex almirante Miklós Horthy fue nombrado regente. El último rey de Hungría, IV. Karoly (Carlos I de Austria), retornó a Hungría y trató de reclamar su puesto en el trono. Sin embargo, debido a la prohibición de restaurar la dinastía de los Habsburgo impuesta por las potencias aliadas victoriosas, Horthy optó por no respaldar su restauración. A pesar de esto, muchos legitimistas de los Habsburgo anhelaban su regreso, especialmente en Hungría Occidental, lo que condujo a la formación de la facción karlista en Lajtabánság.

### Burgenland después del Tratado de Trianon

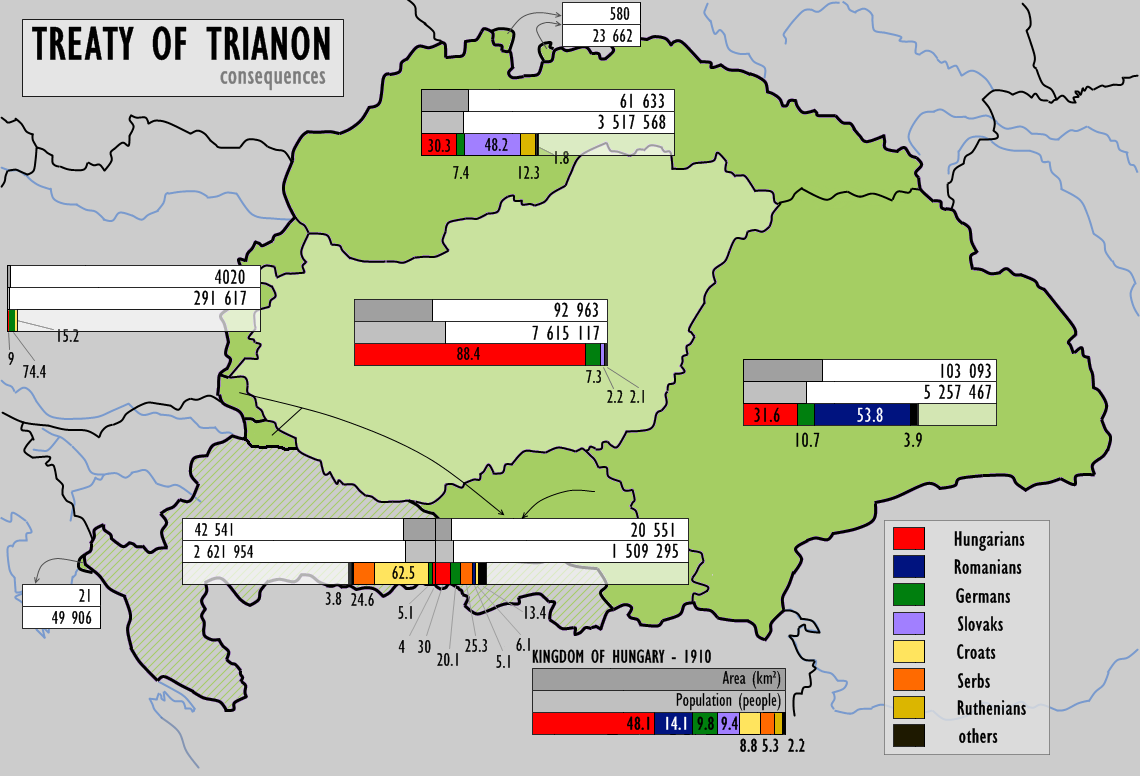
Mapa del Tratado de Trianon

Conforme al Tratado de Trianon y el Tratado de Saint-Germain, Austria estaba obligada a absorber varios territorios de Hungría Occidental el 19 de agosto de 1921. Horthy se vio compelido a aceptar los términos del tratado para mantener su posición y poder. A pesar de los intentos del gobierno húngaro por cambiar el tratado y acordar el traspaso a través de un referéndum, estas propuestas fueron rechazadas repetidamente por el canciller austriaco Karl Renner. En enero de 1921, la Asamblea Nacional de Austria decidió incorporar el territorio recién adquirido de Hungría Occidental a Austria bajo el nombre de Burgenland, convirtiéndolo en un nuevo estado federal (Bundes)land).

### Creación de Rongyos Gárda

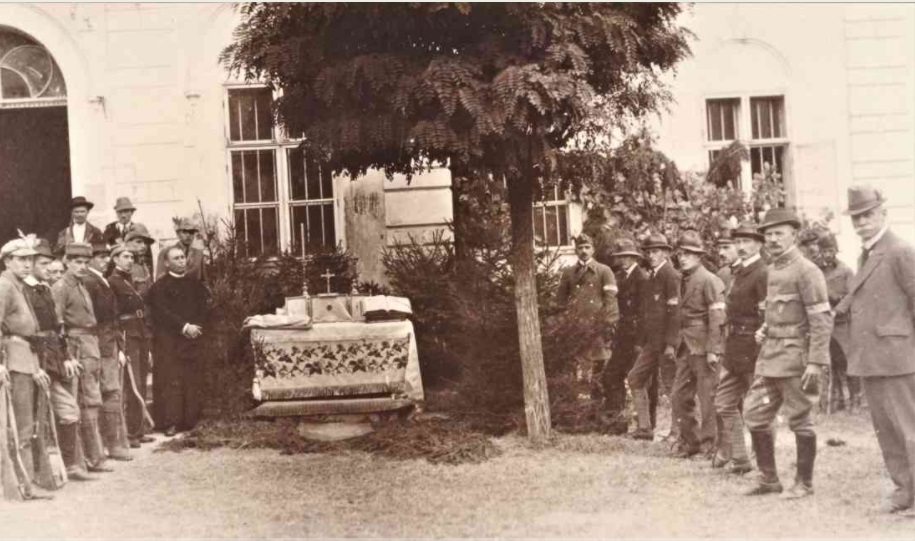
Miembros de la Rongyos Gárda sobre la proclamación de Lajtabánság en Oberwart

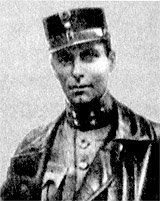
Iván Héjjas, uno de los líderes de Rongyos Gárda

En el año 1921, Pál Prónay inició la formación de una nueva milicia paramilitar conocida como la Rongyos Gárda (Guardia Desaliñada). Esta guardia, según algunas fuentes, fue organizada en secreto y operaba con el consentimiento implícito del gobierno húngaro. Los insurgentes, compuestos por civiles, adoptaron una vestimenta distinta, sustituyendo las gorras militares por capuchas que llevaban un emblema nacional húngaro en la parte superior. La Rongyos Gárda estaba compuesta por campesinos, estudiantes universitarios, exmilitares y musulmanes bosnio-albaneses que habían luchado por el Reino de Hungría antes del Tratado de Trianon. Uno de los líderes destacados además de Prónay fue Iván Héjjas. Aunque jóvenes de toda Hungría se unieron a la Rongyos Gárda en apoyo de Hungría Occidental, pocos de ellos eran originarios realmente de la región.

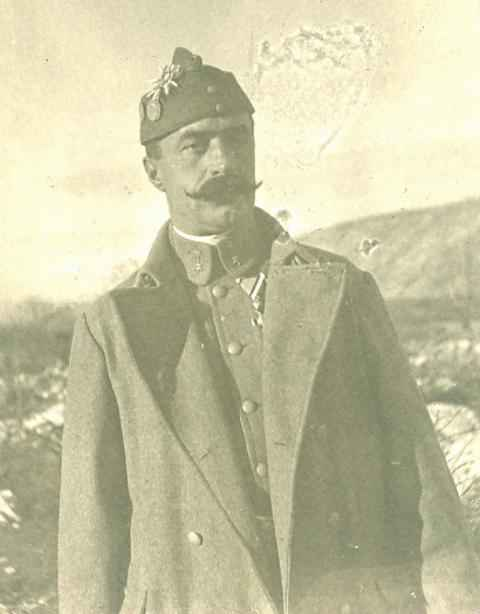
Un uniforme de Rongyos Gárda (usado por Francia Kiss Mihály)

En 1921, el batallón de cazadores del conde Gyula Ostenburg-Moravek estaba estacionado en Sopron. Esta unidad no pertenecía a Rongyos Gárda, pero era parte del ejército húngaro. Estaba disponible para ser controlado por el comité de la Entente en Sopron, ayudándoles a controlar la evacuación y rendición de la zona. Aparte de este batallón, el ejército húngaro no tenía ninguna presencia en el territorio.

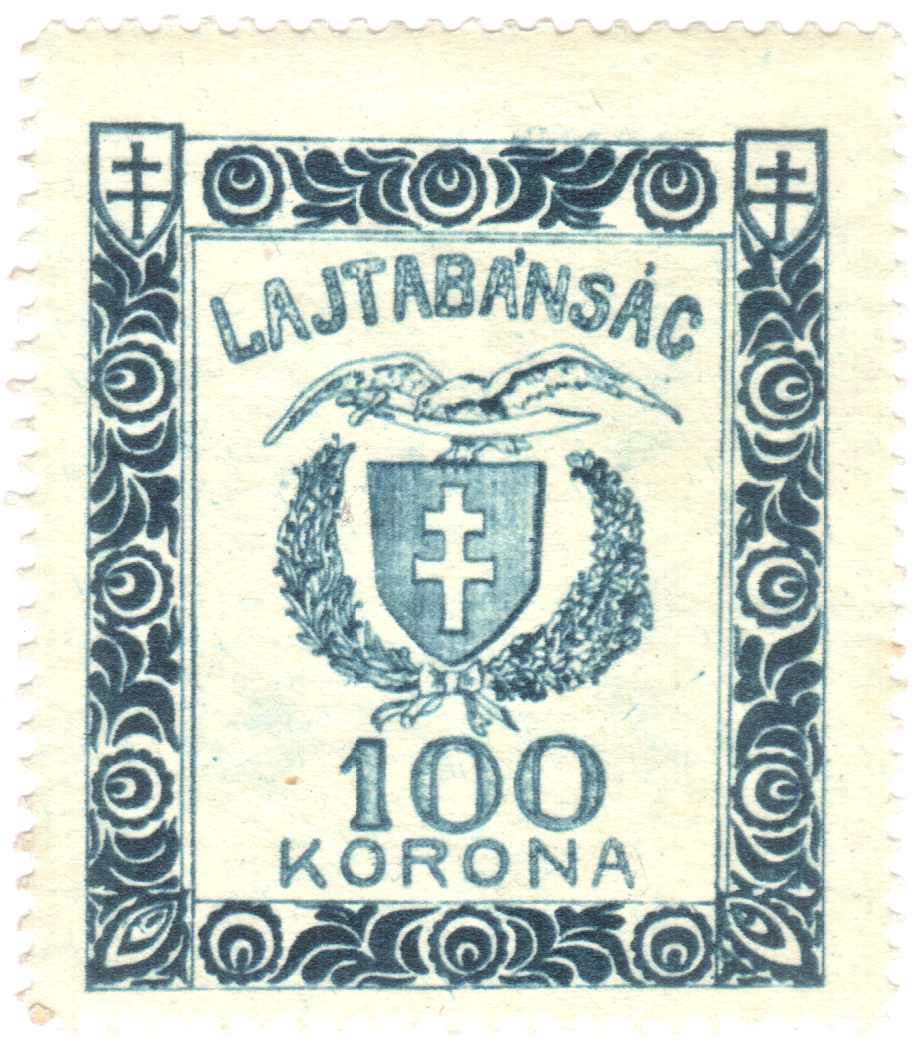
Sello de 100 coronas Lajtabánság

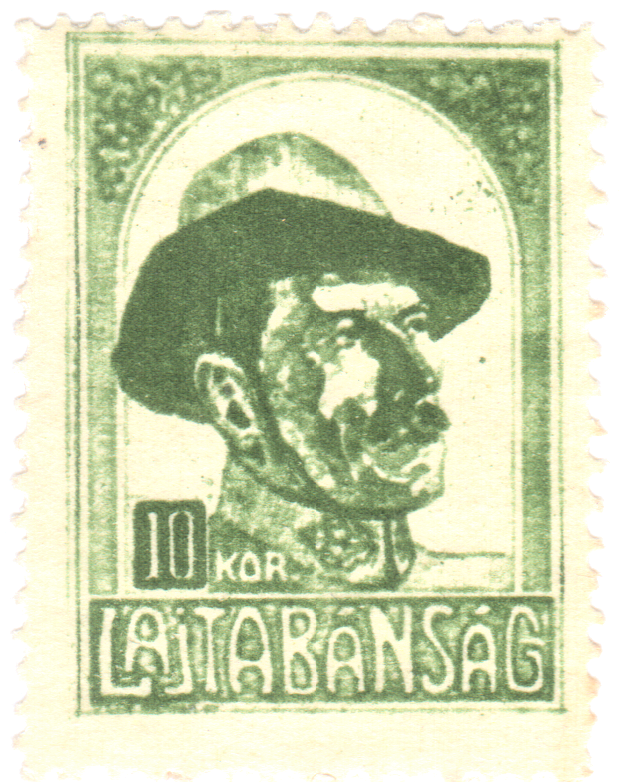
Sello Lajtabánság de 10 coronas, con el rostro de Prónay

El 19 de agosto de 1921, se esperaba que la zona fuera entregada, pero esto no sucedió debido a la resistencia militar de la Rongyos Gárda. El 28 de agosto, estalló un levantamiento, con la Rongyos Gárda enfrentándose a la gendarmería austriaca y produciéndose un tiroteo en Ágfalva entre los austriacos y 120 hombres de Héjjas (la Gran Brigada de la Llanura). Las fuerzas húngaras llevaron a cabo una guerra de guerrillas contra los austriacos, lo que prácticamente impidió que Austria tomara el territorio. Al este de Sopron, había rebeldes en todos los pueblos. El ejército real húngaro se vio obligado a retirarse debido a los tratados de posguerra, y el gobierno húngaro tenía poco control sobre la Rongyos Gárda. En esta situación estuvo involucrado el ex primer ministro István Friedrich, quien lideró la guerrilla en Kismarton (Eisenstadt).
Horthy designó a Gyula Gömbös como comandante regional en Hungría Occidental, con la tarea de controlar a la Rongyos Gárda. Sin embargo, tanto Héjjas como Friedrich se negaron a obedecer las órdenes de Gömbös y mantuvieron su autonomía. El objetivo principal de Prónay era llevar a cabo el Plan Sigray-Lingauer, ideado por el Conde Antal Sigray. Según este plan, si el gobierno húngaro acordaba renunciar a Hungría Occidental en favor de Austria, los rebeldes establecerían un estado independiente llamado Lajub. Se contemplaba otorgar el título de Ban a Sigray o al archiduque Alberto Francisco, duque de Teschen. Sin embargo, dado que un referéndum estaba próximo, el primer ministro persuadió a Sigray para que abandonara su plan.
El 3 de octubre de 1921, Burgenland pasó a estar bajo la jurisdicción de jure de la Entente, tras haber cedido previamente el control a los austriacos. Al día siguiente, el 4 de octubre, se proclamó la República de Lajtabánság en Felsőőr (Oberwart), la cual emitió sus propios sellos e identificaciones. El objetivo de Prónay en ese momento era reincorporar la región a Hungría después de un plebiscito. En sus memorias, Prónay escribió: "Para salvar Hungría Occidental, he establecido una Lajtabánság independiente". Los trenes que viajaban entre Austria y Hungría estaban sujetos al pago de derechos de aduana por las mercancías descargadas de los vagones. Se emitieron un total de 79 sellos postales y 6 sellos de franqueo vencido, inicialmente sin marca de agua. Además, un obispo diocesano estableció un Vicariato en la zona, siendo el Deán de San Miguel en Güssing.

### Caída
La existencia de la República de Lajtabánság fue efímera y gradualmente surgieron divisiones internas. Surgió un conflicto entre los "reyes electores libres", que abogaban por la elección de un monarca y estaban representados por figuras como Prónay y Héjjas, y los karlistas, partidarios de la restauración del emperador austriaco y rey húngaro Carlos I, liderados por István Friedrich. Además, el gobierno húngaro ejerció presión sobre Lajtabánság para evitar sanciones por parte de las potencias aliadas. Esta situación de "Estado de opereta" llegó a su fin el 10 de noviembre de 1921, cuando los guerrilleros abandonaron la región y se enfrentaron finalmente a la gendarmería austriaca.
Anteriormente, para solucionar la situación, los días 11 y 12 de octubre de 1921, los austriacos iniciaron negociaciones con Hungría en Venecia. Según este acuerdo, el referéndum debe celebrarse en Sopron y en otros ocho pueblos como condición para la disolución de Lajtabánság. El primer ministro István Bethlen envió una carta a Sopron para ordenar la retirada de los insurgentes, que decía:

Comandante de todas las Oficinas de Seguridad Pública en Hungría Occidental - Sopron. Número 1080, año 1921.

Majestuoso br. Pón Prónay m. kir. Teniente Coronel, Felsőőr.
Sopron, 18 de septiembre de 1921.
Por orden del Primer Ministro Conde Bethlen, insto al Teniente Coronel a abandonar de inmediato el territorio de Hungría Occidental, que será transferido a Austria según el Tratado de Trianon.

Pál Prónay altb. s.

El destino de Sopron y sus alrededores se resolvió mediante referéndum y Lajtabánság fue disuelto.
Posteriormente, Prónay formó organizaciones de extrema derecha. El 20 de marzo de 1945 los soviéticos lo capturaron y se lo llevaron de Hungría. Se desconoce el lugar y la hora de su muerte.

## Gobierno
Felsőőr emergió como el epicentro y la capital de Lajtabánság, debido a su población mayoritariamente húngara. La declaración de independencia de Lajtabánság tuvo lugar frente a la iglesia de Felsőőr, con Prónay liderando la revuelta. El capitán László Apáthy fue designado como presidente del consejo de gobernadores y representante en asuntos religiosos, mientras que Ferenc Lévay asumió el cargo de profesor en asuntos exteriores y teniente de justicia. El capitán Béla Bárdos ejerció como abogado, y el teniente György Hir, miembro de la Asamblea Nacional húngara, fue designado como conferenciante en asuntos económicos. El gobierno enfrentaba dificultades financieras, ya que la zona declarada autosuficiente era limitada y los rebeldes habían saqueado gran parte de ella, lo que afectó la recaudación de impuestos. A pesar de ello, los recaudadores de impuestos debieron pagar un alto precio por los sellos impresos en las imprentas de Pest.
Lajtabánság no fue el primer levantamiento en la región: anteriormente, la República de Heinzenland de 1918 y la República de Prekmurje de 1919 fueron declaradas países independientes por fuerzas regionales.

## Legado

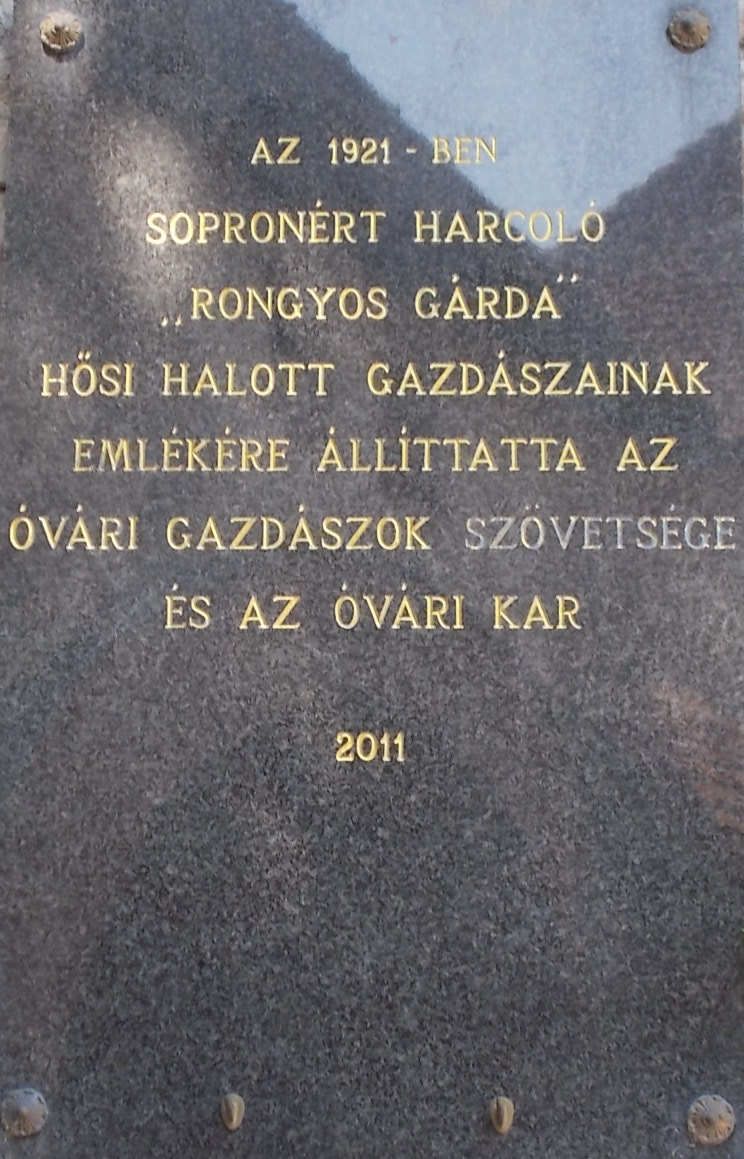
Placa conmemorativa dedicada a Rongyos Gárda en la Universidad Széchenyi István de Mosonmagyaróvár. La placa dice "'Rongyos Gárda' (cca. 'Scrubby Guard', un grupo de soldados que lucharon por Sopron en 1921)".

Además de unos cuantos sellos y dos números de un periódico oficial, el Consejo Ejecutivo no dejó ningún otro legado. Algunos documentos han sido preservados en los Archivos Nacionales de Hungría, aunque algunos de ellos sufrieron daños parciales durante el año 1945. Prónay descubrió alrededor de quince cartas de correspondencia entre Gyula Gömbös y el consejo directivo del Etelközi Szövetség. Algunas de estas cartas se encuentran en los Archivos del Estado de Austria y el contenido solo ha sobrevivido gracias a las transcripciones realizadas en las memorias de Prónay.
En el Museo Trianon de Várpalota, Lajtabánság y Prónay tienen una sala dedicada a ellos.
El 3 de octubre de 2010, los partidarios del partido húngaro Jobbik celebraron una ceremonia conmemorativa de Lajtabánság en Oberwart, que fue aprobada por las autoridades austriacas, lo que dio lugar a una investigación por parte del diputado verde Karl Öllinger en el Consejo Nacional de Austria. 
- Béla Bodó: Pál Prónay: violencia paramilitar y antisemitismo en Hungría, 1919-1921 (= Los documentos de Carl Beck. Nr. 2101). Centro de Estudios Rusos y de Europa del Este, Universidad de Pittsburgh, marzo de 2011,doi 10.5195/cbp.2011.167  , S. 31 y siguientes.
- Béla Bodó: Iván Héjjas. En: Europa central y oriental. Banda 37, núm. 2-3, 2010, artículos 247 y siguientes.
- Józef Botlik: El destino de Hungría occidental 1918-1921. Búfalo o. J., S. 160 y sigs. (PDF) (Título original: Nyugat-Magyarország sorsa 1918-1921. Vassilvágy, 2. Auflage 2008).
- Lászlo Fogarassy: Paul Prónays Erinnerungen an das „Lajta-Banat". En: Burgenländische Heimatblätter. 52. Jahrgang, Heft 1, Eisenstadt 1990, págs. 1–10 (PDF) (deutsche Zusammenfassung seiner das Thema betreffenden Tagebucheintragungen).
- Andreas Moritsch: Vom Ethnos zur Nationalität: der nationale Differenzierungsprozess am Beispiel ausgewählter Orte in Kärnten und im Burgenland. Oldenburg, Múnich 1991,ISBN 3-486-55878-1, S. 110 y siguientes.
- Zsiga Tibor: Horthy ellen, un királyért
- Dr. Dabas Rezső: „Burgenland" álarc nélkül
- A határban a Halál kaszál... (Fejezetek Prónay Pál feljegyzéseiből)
- Léxico magyar életrajzi
- A Rongyos Gárda harcai
- Az Erő útján
- A nyugat-magyarországi felkelés
- Somogyvári Gyula: És mégis élünk...
- Missuray-Krug Lajos: Tüzek a végeken